# Canal Falkland
El canal Falkland (en anglès Falkland Sound i en espanyol Estrecho de San Carlos) és un estret que separa les dues illes grans de l'arxipèlag de les Malvines: l'illa Soledad i la Gran Malvina. Té una llargada d'uns 90 km i una amplada mínima de 4 km. En el seu interior hi ha alguns petits illots de l'arxipèlag.
El nom anglès li fou donat el 1690 pel navegant britànic John Strong en honor del seu benefactor, el vescomte Falkland. D'ací, amb el temps, aquest nom acabaria estenent-se a la denominació de tot l'arxipèlag. El nom castellà prové del vaixell espanyol, anomenat San Carlos, que explorà les illes el 1768.